# Larisa Miculeț
Larisa Miculeț (n. 8 noiembrie 1957, Plopi) este o juristă și diplomat din Republica Moldova, care din 2012 este reprezentant permanent adjunct al Republicii Moldova la Națiunile Unite. Anterior, din 2006 până în noiembrie 2009 a fost ambasador al Republicii Moldova în Israel, iar din 2007 prin cumul și în Cipru. Ea este prima femeie în funcția de ambasador al Republicii Moldova în Israel.

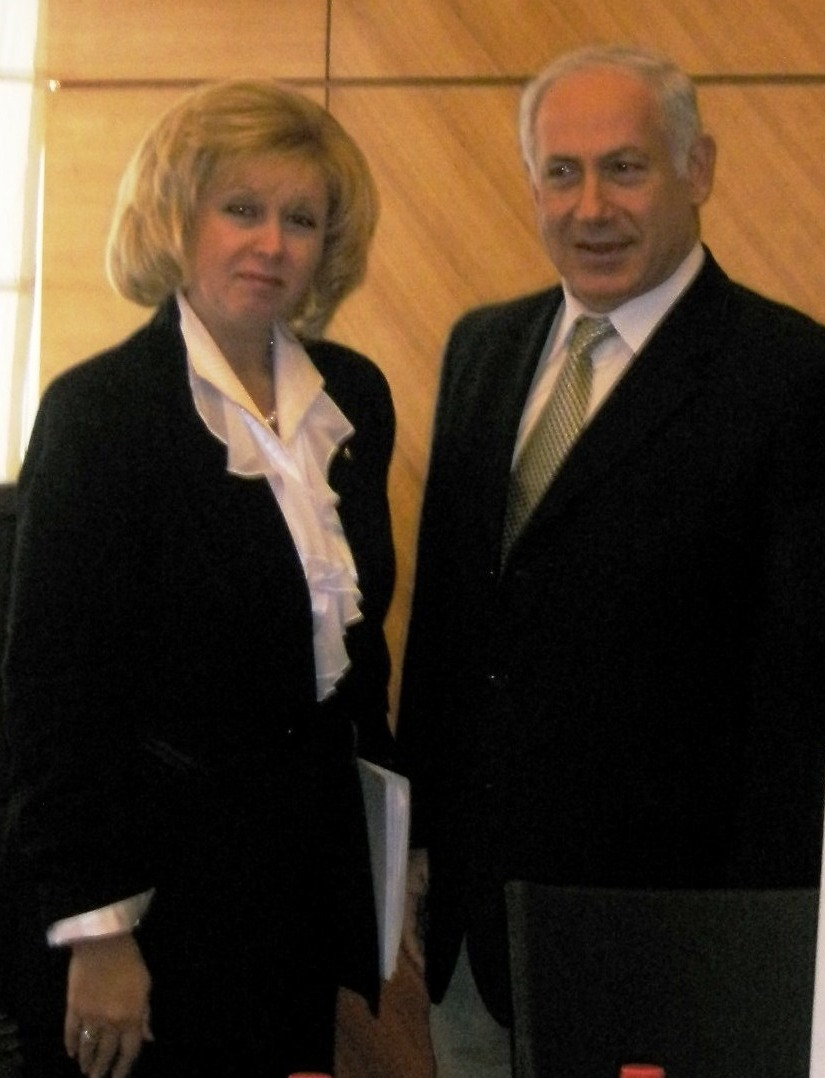
Larisa Miculeț și Prim-ministrul Israelului, Benjamin Netanyahu

În 2007 a primit medalia Meritul Civic pentru servicii deosebite în dezvoltarea relațiilor de parteneriat dintre Republica Moldova și Israel.
Înainte de a fi numită în funcția de ambasador, ea a activat la procuratura Republicii Moldova începând cu anul 1979.

## Viața personală
Pe lângă limba maternă, Larisa Miculeț vorbește fluent engleza, rusa și puțin germana. Este căsătorită cu Victor Miculeț, reprezentant al BMW în Republica Moldova și președinte al consiliului de administrație al Moldova Agroindbank. Fiul lor, Eugen Miculeț, este absolvent al Clark University și lucrează la Bloomberg LP.